# NGC 4652
NGC 4652 é uma galáxia espiral (Sb) localizada na direcção da constelação de Ursa Major. Possui uma declinação de +58° 57' 55" e uma ascensão recta de 12 horas, 43 minutos e 19,7 segundos.
A galáxia NGC 4652 foi descoberta em 1 de Maio de 1831 por John Herschel.